# Xã Poplar Grove, Quận Roseau, Minnesota
Xã Poplar Grove (tiếng Anh: Poplar Grove Township) là một xã thuộc quận Roseau, tiểu bang Minnesota, Hoa Kỳ. Năm 2010, dân số của xã này là 82 người.